# 祈りの一覧
祈りの一覧（いのりのいちらん、英語: List of prayers）では、祈り、信条、マントラなど、様々な形で表される人々の祈りをおもな宗教別に宗教名の五十音順に示す。

## イスラム教
- サラート
  - ファジュルの礼拝（英語版） - 夜明け前の礼拝
  - ズフルの礼拝（英語版） - 昼の礼拝
  - アスルの礼拝（英語版）  - 午後の礼拝
  - マグリブの礼拝（英語版） - 日没後の礼拝
  - イシャーの礼拝（英語版） - 夜の礼拝

など

## キリスト教
- 主の祈り - 新約聖書マタイによる福音書にあるイエス・キリストが教えた祈り。
- アタナシオス信条、カルケドン信条、使徒信条、ニカイア信条、ニカイア・コンスタンティノポリス信条
- アヴェ・マリア - 「めでたし、聖寵（せいちょう）充満てる（みちみてる）マリア、．．．」（天使祝詞）
- クリソストムの祈り
- ヤベツの祈り - 旧約聖書歴代誌にある祈り。
- マナセの祈り - 外典にある書。
- 女王の祈り - ハワイ王朝最後のリリウオカラニ女王の祈り
- フランシスコの平和の祈り
- アウクスブルク信仰告白 - ルター派の信仰告白。
- ウェストミンスター信仰告白 - 改革派の信仰告白。
- 日本基督教団信仰告白 - 日本基督教団の信仰告白。

など

## ジャイナ教
- ナモーカール・マントラ

など

## 神道
- 二礼二拍手一礼
- 祝詞（のりと）**
- お祓い**

など

## 仏教
- 般若心経
- 修証義 - 正法眼蔵からの抜粋（曹洞宗）
- 南無阿弥陀仏 - 浄土諸宗
- 南無妙法蓮華経 - 日蓮宗

など

## ヒンズー教
- ガーヤトリー・マントラ

など

## ユダヤ教
- イスラエルよ、聞け - 朝・夕の祈りに。
- コル・ニドレイ - ヨム・キプル（贖罪の日）の開始に。

など

## 参照項目
- 祈願
- 祈祷
- 宗教一覧